# Dampier
Dampier – port morski w północno-zachodniej części Australii Zachodniej, w hrabstwie Roebourne. Port Dampier leży w pobliżu archipelagu Dampier. Port obsługuje eksport produktów petrochemicznych, soli, rud żelaza oraz gazu ziemnego. 
Archipelag i miasto zawdzięczają swą nazwę Williamowi Dampierowi, angielskiemu odkrywcy i korsarzowi, który dopłynął tu w 1699 roku. Największa z wysp archipelagu przez tysiąclecia nosiła nazwę Murujuga, dopóki w 1979 roku nie zmieniono jej na Burrup.
U wejścia do miasta znajduje się pomnik "Czerwonego Psa", czerwonego kelpie (australijski pies pasterski), znanego odkąd przybłąkał się tu w latach 70. XX w. i włóczył się po okolicznych miasteczkach. Na pomniku można przeczytać inskrypcję: "Wzniesiony przez wielu przyjaciół, których pozyskał w trakcie swej włóczęgi". Rozwój Dampier dobiegł końca w latach 70., gdy pobliskie miasto Karratha zostało w pełni przygotowane do przyjęcia odpływu mieszkańców z przeludnionego Dampier.

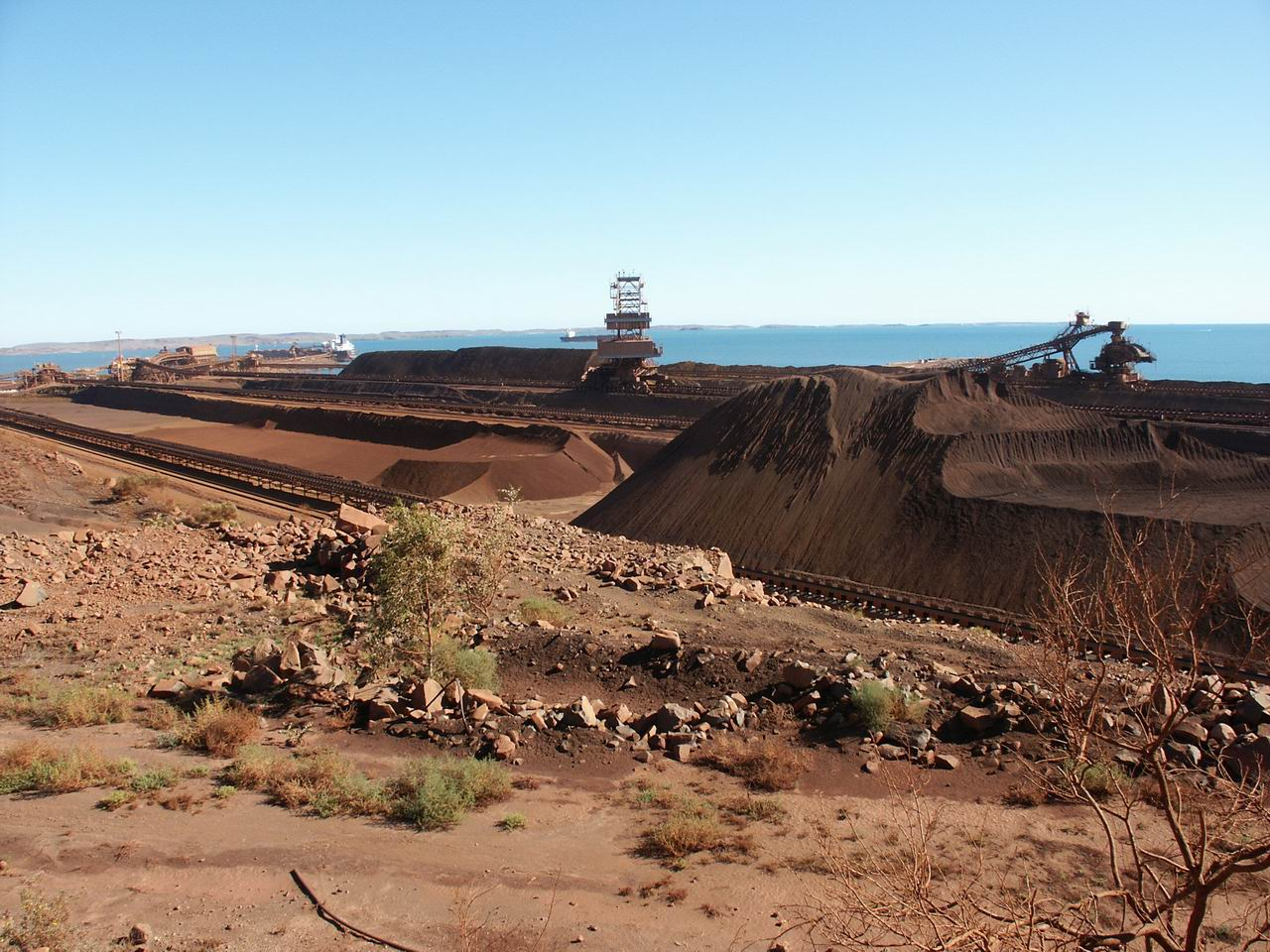
Rudy żelaza
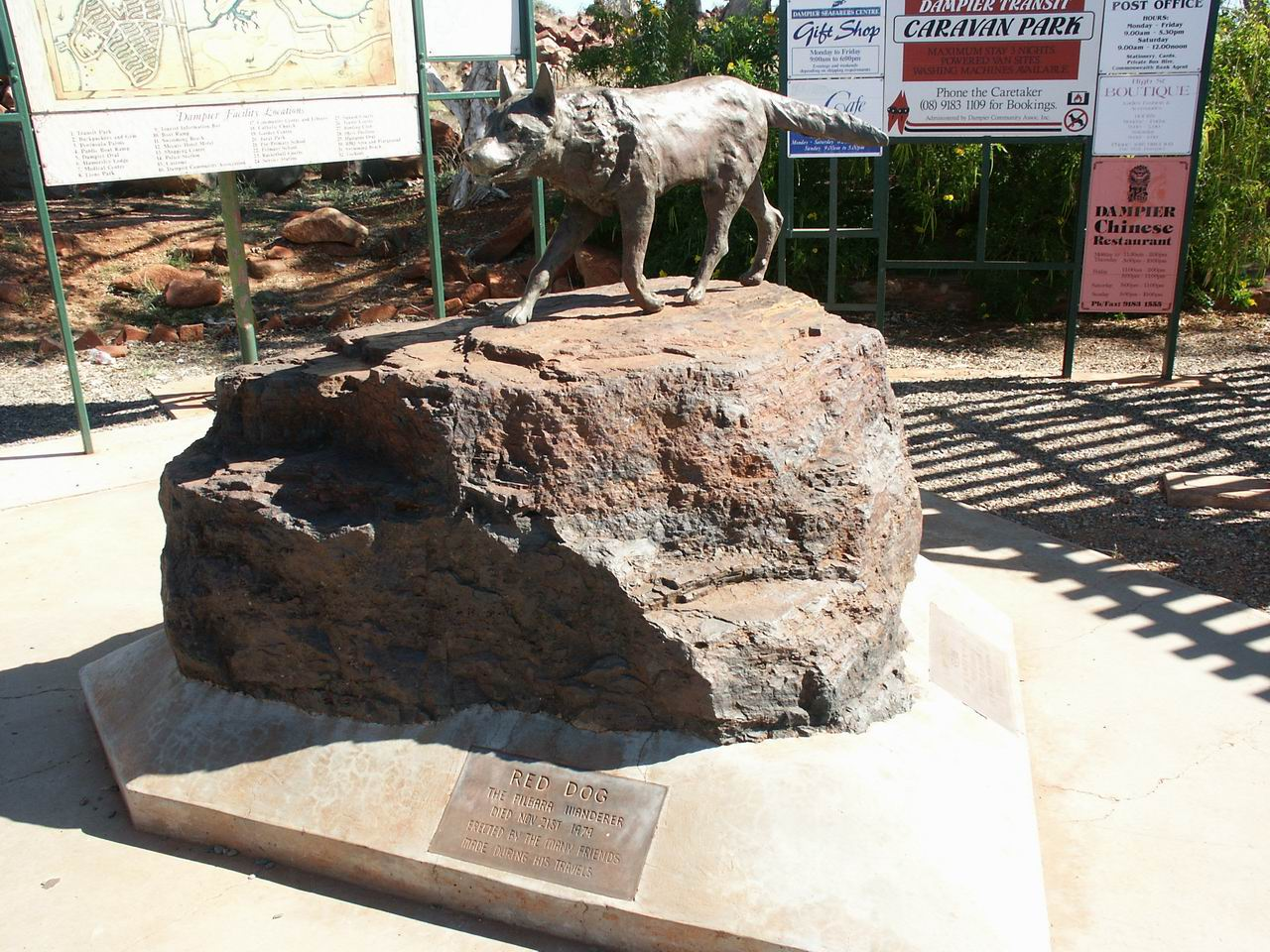
Pomnik "Czerwonego Psa"